# 北京环球影城
北京環球影城（英文：Universal Studios Beijing）是中國的主題樂園，於 2021 年開業，是北京環球影城度假區的一部分。這是第七個環球影城建造的園區，也是亞洲第三個，僅次於日本環球影城和新加坡環球影城。
該計畫於 2014 年啟動，計劃投資 200 億元人民幣（33 億美元）建設新主題樂園； 2016 年10 月31 日舉行了奠基儀式。 900 萬人次遊客數量，使其成為世界上訪問量第 15 位的主題樂園。

## 主要設施

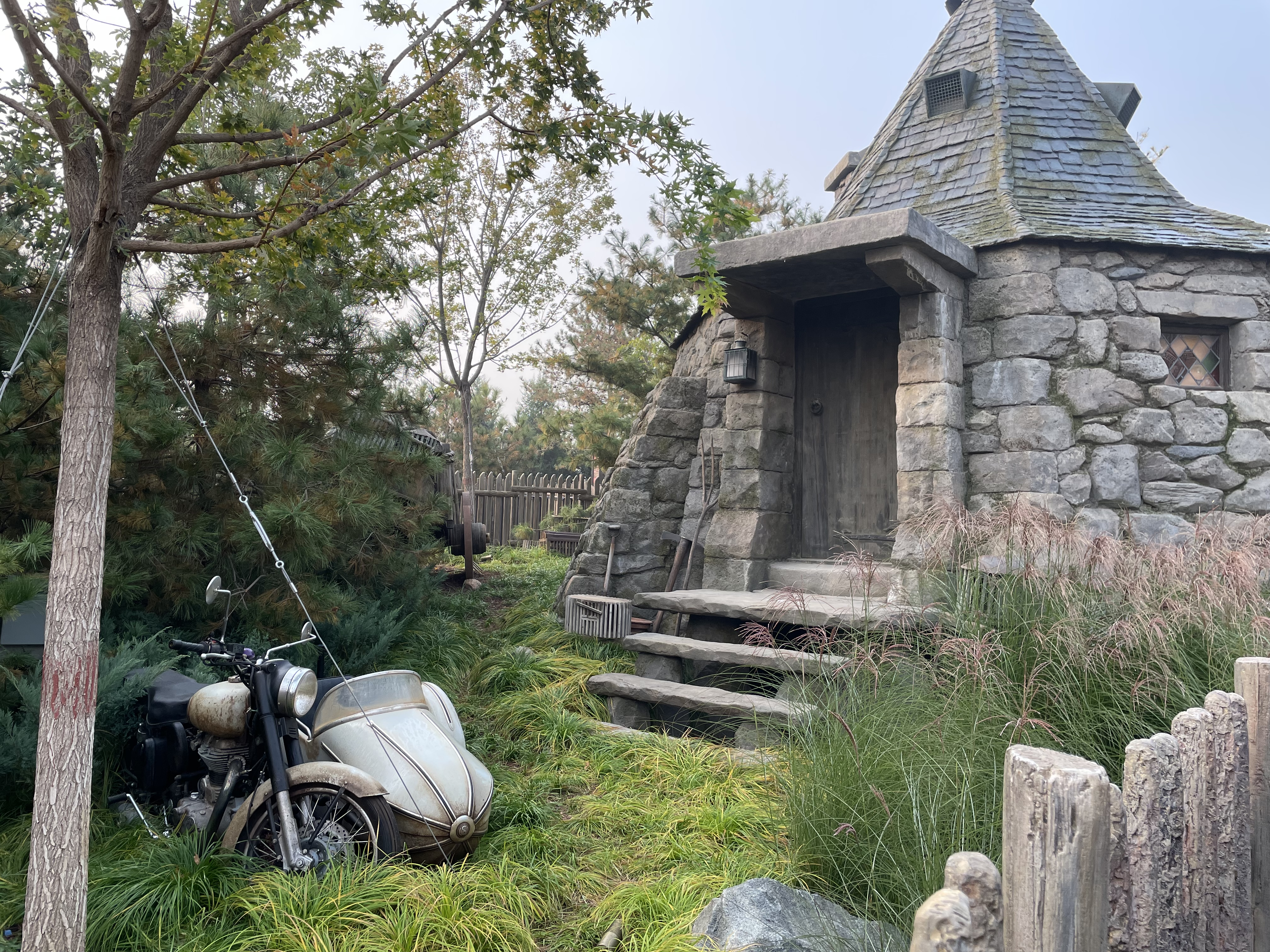
鹰马飞行™排队区的海格小屋

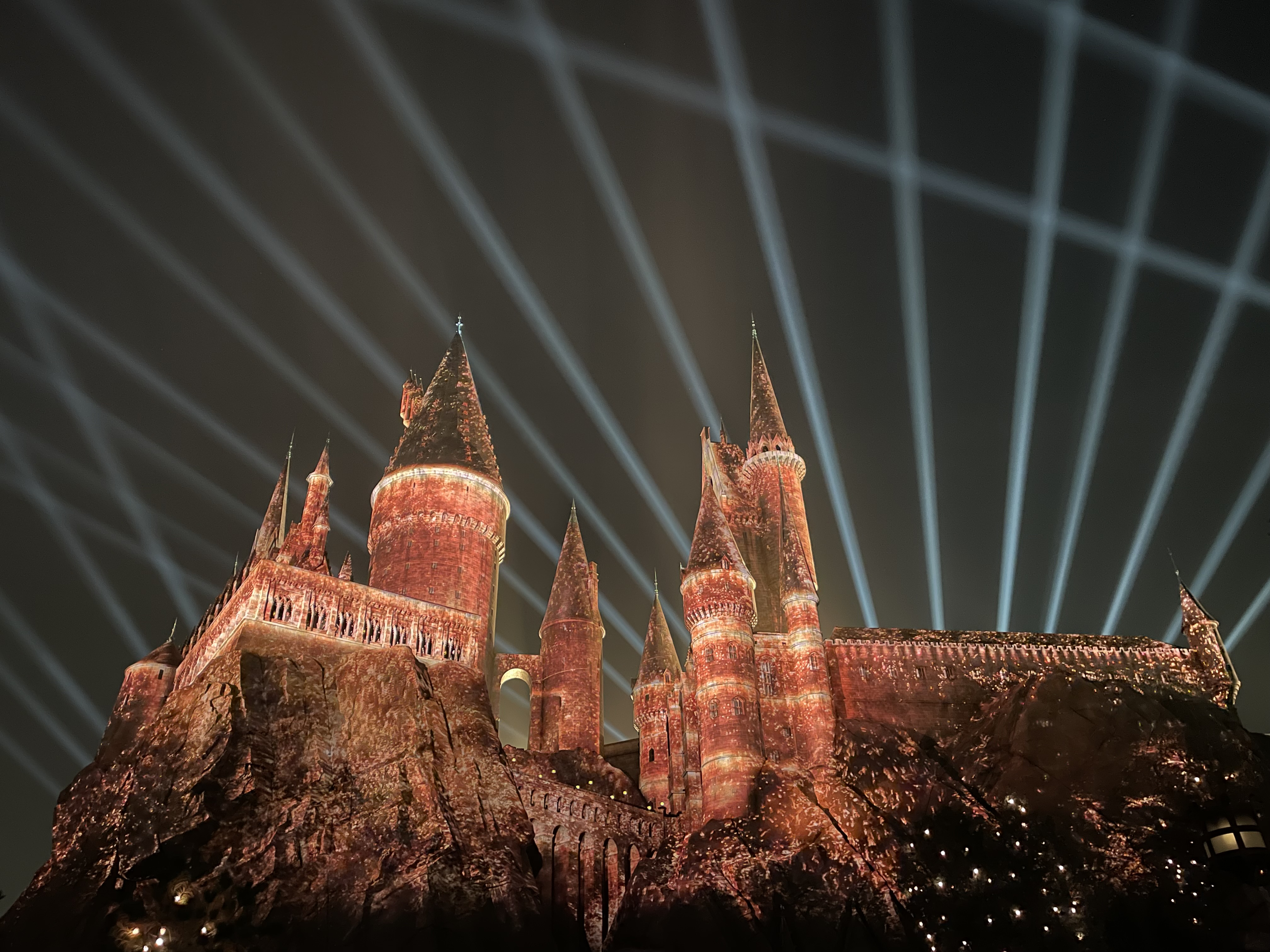
霍格沃茨™城堡夜间灯光庆典

- 一期工程下设七个主题景区
  - 哈利·波特的魔法世界™
    - 哈利·波特与禁忌之旅（英语：Harry Potter and the Forbidden Journey）™
    - 鹰马飞行（英语：Flight of the Hippogriff）™
    - 青蛙合唱团
    - 霍格沃茨™城堡夜间灯光庆典
    - 奥利凡德™
    - 霍格沃茨™特快列车长
    - 魔杖魔法
    - 三强争霸赛动员会

  - 变形金刚基地
    - 霸天虎过山车
    - 变形金刚：火种源争夺战（英语：Transformers: The Ride 3D）
    - 大黄蜂回旋机
    - 变形金刚：传奇现场

  - 功夫熊猫盖世之地
    - 功夫熊猫：神龙大侠之旅
    - 阿宝功夫训练营
    - 炫转武侠
    - 灯影传奇
    - 功夫游戏
    - 智慧仙桃树

  - 好莱坞
    - 灯光，摄像，开拍！（英语：Lights! Camera! Action! Hosted by Steven Spielberg）

  - 未来水世界
    - 未来水世界特技表演（英语：Waterworld: A Live Sea War Spectacular）
    - 流浪节拍

  - 小黄人乐园
    - 神偷奶爸小黄人闹翻天（英语：Despicable Me Minion Mayhem）
    - 萌转过山车
    - 超萌漩漩涡
    - 小黄人见面会
    - 欢乐好声音巡演

  - 侏罗纪世界努布拉岛
    - 飞越侏罗纪
    - 奇遇迅猛龙
    - 侏罗纪世界大冒险

## 資料來源
1. ↑  .   [2021-09-20]. （原始内容存档于2021-09-20）.
2. ↑   [[[Universal Beijing|Universal Beijing Resort]] will officially open to the public on September 20]. 2021-08-30  [2021-08-30]. （原始内容存档于2021-08-30）. 网址－维基内链冲突 (帮助)
3. ↑  . 2024  [16 August 2024]. （原始内容存档于2025-02-16）.